# Wes Studi

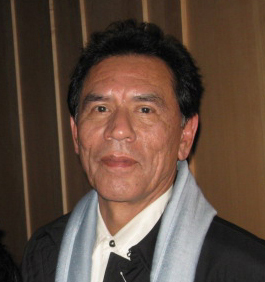
Wes Studi (2008)

Wes Studi (Cherokee ᏪᏌ ᏍᏚᏗ, *, 17. Dezember 1947 in Nofire Hollow, Oklahoma, als Wesley Studie) ist ein US-amerikanischer Schauspieler. 2019 erhielt er den Ehrenoscar für sein Lebenswerk.

## Leben und Leistungen
Wes Studi gehört dem Volk der Cherokee an. Er wuchs in einem Indianerreservat auf. Im Jahr 1967 meldete er sich als Freiwilliger zur Nationalgarde und später zur US-Army. Er diente 12 von 18 Monaten im Vietnamkrieg. Nach seiner Entlassung wurde Studi politisch aktiv und engagierte sich im American Indian Movement für die Rechte der amerikanischen Indianer. Er beteiligte sich im Jahr 1973 an der Wounded-Knee-Besetzung im Pine-Ridge-Reservat. Anschließend studierte er am Tulsa Junior College. Er half danach bei der Gründung einer Cherokee-Zeitung. Er begann, die Sprache der Cherokee an der Schule zu unterrichten. Nach einigen Jahren betrieb er eine Pferderanch. In den späten 1970er Jahren war Studi geschieden und ohne Ranch. Zu diesem Zeitpunkt schlug ihm ein Freund vor, einen Schauspiel-Workshop in Tulsa zu besuchen.
Studi debütierte im Fernsehfilm The Trial of Standing Bear aus dem Jahr 1988. Im Western Der mit dem Wolf tanzt (1990) spielte er einen Pawnee-Krieger. Im Film The Doors (1991) spielte Wes Studi die Rolle eines Indianers, der Jim Morrison (Val Kilmer) in seinen Visionen erscheint. 1992 spielte er den Magua in Michael Manns filmischer Umsetzung des Romans Der letzte Mohikaner. Im Film Geronimo – Eine Legende (1993) übernahm er die Rolle des Geronimo. Für diese Rolle erhielt er im Jahr 1994 – gemeinsam mit einigen anderen Beteiligten – den Western Heritage Award. Ein Jahr später arbeitete Studi erneut mit Michael Mann zusammen und übernahm im Kriminalfilm Heat die Rolle des Detective Casals.
Im Horrorfilm Der gläserne Tod (1996) spielte Studi eine der größeren Rollen. Im Horrorfilm Octalus (1998) war er an der Seite von Treat Williams und Famke Janssen zu sehen. Im Jahr 2000 wurde er mit dem First Americans in the Arts Award ausgezeichnet. Seit 2002 spielte er in drei Fernsehverfilmungen nach Romanen von Tony Hillerman den Navajo-Polizisten Joe Leaphorn. Hinzu kamen vielfach Auftritte in diversen Filmproduktionen und Serien. Studis Schaffen für film und Fernsehen umfasst mehr als 100 Produktionen.
Studi heiratete im Jahr 1974 Rebecca Graves, mit der er zwei Kinder hat. Die Scheidung des Paares erfolgte 1982. 1986 heiratete er Maura Dhu, Tochter von Jack Albertson, mit der er ein Kind hat.

## Filmografie (Auswahl)
- 1988: The Trial of Standing Bear
- 1989: Zwei Cheyenne auf dem Highway (Powwow Highway)
- 1990: Der mit dem Wolf tanzt (Dances with Wolves)
- 1991: The Doors
- 1992: Der letzte Mohikaner (The Last of the Mohicans)
- 1993: Geronimo – Eine Legende (Geronimo: An American Legend)
- 1994: Street Fighter – Die entscheidende Schlacht (Street Fighter: The Movie)
- 1995: Heat
- 1995: Der letzte Ritt (Streets of Laredo, Miniserie)
- 1996: Der gläserne Tod (The Killing Jar)
- 1998: Octalus – Der Tod aus der Tiefe (Deep Rising)
- 1999: Mystery Men
- 2000: Wind River
- 2001: Ice Planet
- 2002: Undisputed – Sieg ohne Ruhm (Undisputed)
- 2002: Skinwalkers
- 2003: Coyote Waits
- 2004: A Thief of Time
- 2005: The New World
- 2005: Into the West – In den Westen (Into the West, Miniserie)
- 2005: Animal – Gewalt hat einen Namen (Creeper)
- 2006: Seraphim Falls
- 2008: Kings (Fernsehserie)
- 2009: The Only Good Indian
- 2009: Ruf der Wildnis (Call of the Wild)
- 2009: Avatar – Aufbruch nach Pandora (Avatar)
- 2011–2012: Hell on Wheels (Fernsehserie, drei Folgen)
- 2012: Being Flynn
- 2013: Battledogs (Fernsehfilm)
- 2014: A Million Ways to Die in the West
- 2014: Planes 2 – Immer im Einsatz (Planes: Fire & Rescue) (Stimme)
- 2015: The Red Road (Fernsehserie, fünf Folgen)
- 2015: The Condemned 2
- 2016: Penny Dreadful (Fernsehserie, neun Folgen)
- 2017: Empire of the Heart
- 2017: Feinde – Hostiles (Hostiles)
- 2019: Die unglaublichen Abenteuer von Bella (A Dog’s Way Home)
- 2020: Soul (Stimme)
- 2022: A Love Song

## Auszeichnungen
- 1993: Chicago Film Critics Association Awards: Nominierung Most Promising Actor für Der letzte Mohikaner
- 1994: Western Heritage Awards für Geronimo – Eine Legende
- 2000: Golden Boot Awards: Artist of the Decade
- 2003: First Americans in the Arts Awards: Outstanding Performance by an Actor in a TV Movie/Special (Lead) für Skinwalkers
- 2006: Golden Boot / Santa Fe Film Festival
- 2008: American Indian Film Festival: Best Supporting Actor für The Only Good Indian
- 2009: Jury Award: Best Dramatic Feature für The Only Good Indian
- 2009: American Indian Film Festival: Best Feature Film für The Only Good Indian
- 2019: Ehrenoscar für sein Lebenswerk
- 2023: Mitglied der American Academy of Arts and Sciences